# 태평양 경로
태평양 루트는 제2차 세계 대전 중 물자, 특히 무기대여법 물자를 미국에서 소련으로 운송하는 데 사용된 보급 경로였다.
이 경로는 1941년 10월에 시작되었지만, 그전에는 현금 운반(Cash and Carry) 협정에 따라 일부 물자가 운송되었다.
이 경로는 1941년 12월 일본과 미국 간의 적대 행위 시작으로 영향을 받았지만, 일본과 소련이 분쟁 기간 동안 서로 엄격한 중립을 유지했기 때문에 중단되지 않았고, 이는 1945년 8월에야 바뀌었다.
이 중립성 때문에 물자는 소련 선박으로만 운송될 수 있었고, 일본의 검사를 받았기 때문에 군수품을 포함할 수 없었다. 따라서 이 경로는 식품, 원자재, 그리고 트럭 및 기타 도로 차량, 철도 기관차 및 철도 차량과 같은 비군사 물자를 운송하는 데 사용되었다.
또한 미국 서부 주에서 생산된 물품과 재료에 가장 실용적인 경로이기도 했다.
분쟁 기간 동안 태평양 루트는 미국 서해안에서 꾸준히 물자가 운송되었으며, 전체 무기대여법 물자 중 약 50%를 소련으로 운송했다.
이 경로는 분쟁이 끝나고 무기대여법 계획이 중단되면서 1945년 9월에 폐쇄되었다.

## 선박
블라디보스토크로 가는 태평양 루트 화물은 독립적으로 경로가 지정된 소련 선박에만 실려 운송되었다. 1942년, 1919년경에 건조된 27척의 미국 화물선이 소련 극동 국가 해운 회사(FESCO)에 무기대여법 물자로 이전되었다. 오래된 소련 선박들은 위험한 바렌츠해를 통과하는 시간을 최소화하기 위해 더 빠른 리버티선의 북극 제2차 세계 대전의 북극해 호송대에서 제외되었지만, 태평양 루트에는 적합했으며, 나중에 소련에 공급된 리버티선으로 증강되었다.

## 경로
태평양 루트의 운영은 해양 함대부의 부인민위원 겸 수석 정치 장교인 레오니트 벨라호프가 조직했다. 물자는 미국 서해안 항구(주로 로스앤젤레스, 샌프란시스코, 시애틀, 컬럼비아강 항구)에서 운송되어 대권 항로를 통해 태평양을 건너 알류샨 열도와 쿠릴 열도를 우회했다. 그곳에서 페루즈 해협을 통해 블라디보스토크로 이동했다. 페루즈 해협이 얼었을 때는 소련 선박이 규슈 남쪽으로 항해하여 쓰시마 해협을 통해 동해로 진입하여 블라디보스토크에 도달했다. 군수품을 포함한 화물은 여름철에 페트로파블롭스크캄차츠키에서 일부 하역하여 흘수를 줄여 얕은 아무르강 하구를 건너 타타르 해협을 통해 동해로 진입함으로써 일본의 검사를 피했다.
태평양 루트의 한 지선은 1942년 6월부터 베링 해협을 통해 소련 북극 해안으로 물자를 운반하기 시작했다. 7월부터 9월까지 얕은 흘수의 선박과 쇄빙선으로 구성된 호송대가 프로비던스만에 모여 베링 해협을 통해 북쪽으로, 그리고 북극해 항로를 따라 서쪽으로 항해했다. 베링 해협을 통한 서행 총 톤수는 452,393톤이었고, 블라디보스토크를 통한 톤수는 8,243,397톤이었다. 이 북부 톤수 중 일부는 아래에 설명된 알래스카-시베리아 항공로 비행장을 위한 연료였다. 비행장을 위한 물자는 대형 시베리아 강 하구에서 강 선박과 바지선으로 옮겨졌다.

## 시베리아 횡단 철도
시베리아 횡단 철도 환적 부두까지의 총 거리는 6,000마일(9,700km)이며 18~20일이 소요되었다. 블라디보스토크에서 약 400,000량의 철도 차량에 실린 물자가 시베리아 횡단 철도를 통해 소련의 산업 중심지로 환적되었으며, 이는 5,000마일(8,000km) 더 이동한 거리였다.
영미 대표단은 1944년 10월 모스크바를 방문하여 일본과의 전쟁에 소련이 참전하는 문제를 논의했다. 러시아는 만주에서 예상되는 일본군 45개 사단에 맞서기 위해 60개 사단이 필요했고, (스탈린의 기술적 세부 사항에 대한 지식에 감탄한) 앨런브룩은 TSR을 통해 60개 사단과 전략 공군을 유지할 수 있는지 물었다. 안토노프 장군(CGS 알렉산드르 바실렙스키 원수를 대리)은 긍정적으로 답했지만, 스탈린 자신은 의심스러워하며 태평양을 통한 미국의 지원이 필요할 것이라고 생각했다. TSR의 수용 능력은 하루 36쌍의 열차였지만, 군사 교통에 사용할 수 있는 열차는 26쌍에 불과했다. 각 열차의 수용 능력은 600~700톤이었다.

## 잠수함 위험
일본은 1941년 12월부터 미국과 전쟁 중이었음에도 불구하고 소련과의 좋은 관계를 유지하기를 원했고, 독일의 불만에도 불구하고 일반적으로 소련 선박이 미국과 소련의 태평양 항구 사이를 무사히 항해하도록 허용했다. 이는 각자의 적국으로 항해하는 중립국 선박을 종종 파괴하거나 나포했던 독일과 영국의 행동과는 대조적이다. 그 결과, 전쟁 기간 대부분 동안 태평양 루트는 미국과 소련 사이에서 가장 안전한 경로가 되었다.
그럼에도 불구하고 몇몇 소련 선박은 서태평양에서 잠수함에 의해 어뢰 공격을 받았다. 일본 잠수함 I-180은 1944년 4월 22일 알래스카 만에서 파블린 비노그라도프를 침몰시켰을 가능성이 높으며, 미국 해군은 6척을 침몰시켰다. USS Grenadier은 1942년 5월 1일 동중국해에서 SS 앙가르스트로이를 침몰시켰다. USS Sawfish는 1943년 2월 17일 규슈 해상에서 일멘과 콜라를 침몰시켰다. 콜라는 1942년 12월 14일 무기대여법으로 이전된 이전 미국 기함 태평양 북서부 오리엔트 라인 사타르티아였다. 두 선박 모두 조명되어 있었지만, 소피시는 소련의 겨울 항로 변경을 알지 못했다. 소피시는 나중에 다른 다섯 척의 선박을 소련 선박으로 식별할 수 있었고, 그들을 통과시켰다. 7월에 USS Pompon은 "러시아" 선박으로 알려졌지만 부적절하게 표시되었다고 주장된 선박에 어뢰를 발사했다. 어뢰는 빗나갔다. 소련의 무기대여법 리버티선 오데사는 1943년 10월 4일 아홈텐 만 근처에서 어뢰 공격을 받았다. 오데사는 수리되었지만, USS S-44는 3일 후 그 지역에서 침몰했으며, 어뢰를 발사한 것으로 추정된다. 1944년 3월 3일, USS Sand Lance은 캄차카 해상에서 "플로리다 마루"로 "확실히 식별된" 선박에 어뢰를 발사했다. 어뢰는 벨로루시아를 침몰시켰다. USS Sunfish는 1944년 7월 6일 오호츠크해에서 오브를 침몰시켰다. USS Spadefish는 1945년 6월 13일 페루즈 해협 근처에서 트랜스발트를 침몰시켰는데, 이는 선박이 조명되지 않았고 "지정된 러시아 항로를 따르지 않았다"고 주장되었기 때문이다.

## 항공로
태평양 루트는 북미에서 시베리아와 그 너머로 전투기와 물자를 운송하는 데 사용된 알래스카-시베리아 항공로(ALSIB)로 보완되었다. 이 경로는 서부 알래스카에 주둔한 소련 조종사에 의해 운항되었기 때문에 일본의 방해로부터 안전했다. ALSIB는 1942년 10월 7일부터 적대 행위가 끝날 때까지 거의 8,000대의 항공기, 항공 화물 및 승객을 수송하는 데 사용되었다.

## 창고
무기대여법 운송은 오번와 라스롭에 있는 보관 및 재분류 지점에서 지원되었는데, 이곳에서는 해외로 즉시 운송될 수 없는 화물을 항구로 호출될 때까지 보관했다. 무기대여법 기금으로 건설된 이 시설에는 길이 960 피트 (290 m), 폭 180 피트 (55 m)의 단층 창고가 있었고, 양쪽에 철도 선로를 따라 전체 길이에 걸쳐 화물 적재 및 하역을 위한 플랫폼이 있었으며, 한쪽 끝에는 트럭 화물 처리를 위한 플랫폼이 있었다. 근처에는 크레인으로 철도 차량에서 하역된 화물을 위한 야외 보관 구역도 있었다. 이 600에이커 규모의 시설에는 수천 명의 민간인과 수백 명의 이탈리아 전쟁 포로가 고용되었으며, 상점, 기관차고, 식당, 소방서, 진료소, 구내식당, 독신 장교 숙소 및 행정 건물이 포함되어 있었다. 연료, 폭발물 및 냉동 화물은 다른 곳에서 처리되었다.